# Вила ди Сопра (Болцано)
Вила ди Сопра је насеље у Италији у округу Болцано, региону Трентино-Јужни Тирол.
Према процени из 2011. у насељу је живело 113 становника. Насеље се налази на надморској висини од 1386 м.